# Delphinium decorum
Delphinium decorum är en ranunkelväxtart. Delphinium decorum ingår i släktet storriddarsporrar, och familjen ranunkelväxter.

## Underarter
Arten delas in i följande underarter:
- D. d. decorum
- D. d. tracyi